# Arrest Maring/Assuradeuren
Het arrest Maring/Assuradeuren (HR 3 maart 1972, NJ 1972/339) is een belangrijk arrest van de Nederlandse Hoge Raad waarin de derogerende werking van het gewoonterecht blijkt. Het wordt in de rechtswetenschap als standaardarrest beschouwd.

## Casus
Maring was eigenaar en verpachter van een boerderij die voor de volle herbouwwaarde was verzekerd bij de assuradeuren L'Union en La Confiance. De marktwaarde van de boerderij lag een kwart (in dit geval 100.000 gulden) onder de herbouwwaarde. In de artikelen 288 en 289 Wetboek van Koophandel (oud) was bepaald, dat de verzekering slechts voor de "volle waarde van het verzekerde" kon worden afgesloten. De reden van deze beperking was het zogeheten indemniteitsbeginsel: men wilde voorkomen dat een verzekerde er beter van zou worden wanneer de schade waartegen hij zich verzekerd had, zich zou voordoen.
De boerderij van Maring brandde af. De twee assuradeuren wilden niet meer dan de marktwaarde uitkeren op grond van genoemde artikelen in het Wetboek van Koophandel.

## Procesgang
Maring stelde bij de rechtbank een vordering in tegen de assuradeuren. Hij eiste een verzekeringsuitkering op basis van de volle herbouwwaarde. De rechtbank stelde hem in het gelijk, welk vonnis door het hof werd bekrachtigd. Het cassatieberoep van de assuradeuren werd door de Hoge Raad verworpen.

## Hoge Raad
De Hoge Raad stelde vast dat de gewoonte die in de verzekeringswereld was ontstaan om te verzekeren voor de volle herbouwwaarde in dit geval de bepalingen uit de artikelen 288 en 289 terzijde stellen. De Hoge Raad overwoog:

De beperkingen die [in art. 288 en 289 van het Wetboek van Koophandel, red.] aan de brandverzekering van gebouwde eigendommen zijn aangelegd [zijn] niet in overeenstemming gebleken met de behoeften welke zich met betrekking tot brandverzekering in het maatschappelijk verkeer hebben doen gevoelen, [dat] de verzekeringspraktijk zich niet aan die beperkingen heeft gehouden (...), hetgeen [onder meer] blijkt uit de omstandigheid dat brandverzekeringen waarbij herbouwwaarde uitgangspunt is, regelmatig worden gesloten (...) zodat een en ander tot geen andere conclusie zal kunnen leiden dan dat art. 288 en 289 W.v.K., voor zover zij voorschriften behelzen die zich tegen brandverzekering van gebouwde eigendommen op de grondslag van herbouwwaarde of volle herkomst verzetten, in onbruik zijn geraakt.

Naast het argument van gewoonterecht baseerde de Hoge Raad zich tevens op artikel 29 van de Pachtwet uit 1958, dat de verpachter verplichtte tot de wederopbouw van een verpachte boerderij. We zien hier naast de derogerende werking van het gewoonterecht tevens de derogatie van oudere wetgeving door jongere wetgeving, volgens het beginsel lex posterior derogat legi anteriori.

## Tot besluit
Het arrest Maring/Assuradeuren is bijzonder, omdat het laat zien dat het gewoonterecht in het Nederlands recht niet alleen een aanvullende werking heeft, maar in bijzondere gevallen ook het geschreven recht terzijde kan stellen.